# إليو جوستينيتي
إليو جوستينيتي (بالإيطالية: Elio Gustinetti)‏ (29 مارس 1955 ببيرغامو في إيطاليا - ) هو مدرب كرة قدم ولاعب كرة قدم إيطالي في مركز الهجوم. لعب مع أتالانتا ونادي أودينيزي ونادي سبال ونادي فوجيا وForlì FC ‏.